# Gerbillurus tytonis
Gerbillurus tytonis és una espècie de mamífer rosegador de la família dels múrids. És endèmic de l'oest de Namíbia. El seu hàbitat natural són els camps de dunes, incloent-hi les dunes altes (de fins a 300 m) i les dunes fitogèniques. És una espècie en risc mínim, és a dir, no sembla que hi hagi cap amenaça significativa per a la seva supervivència. El seu nom específic, tytonis, significa ‘de Tyto’ en llatí i es refereix al fet que els primers espècimens de G. tytonis foren cranis trobats entre els excrements d'òlibes (Tyto alba).